# Eugen Schraudy
Eugen Schraudy (* 27. Dezember 1880 in Buchloe; † 8. Juli 1959) war ein deutscher Kommunalpolitiker in Kempten (Allgäu).

## Leben und Wirken
Eugen Schraudy wurde am 27. Dezember 1880 in Buchloe geboren. Er studierte an der LMU in München Jura und gehörte seit dem Wintersemester 1902/03 der Münchener Burschenschaft Arminia an. Er wurde anschließend von 1909 bis 1919 Rechtsrat in Kempten (Allgäu). Von 1919 bis 1945 war er zweiter Bürgermeister der Stadt Kempten.
Schraudy trat 1936 der SA bei, war Mitglied der NSDAP und der Algovia, der einflussreichen studentischen Ferialverbindung in Kempten. Im Schützenverein Kempten war er u. a. 1933 Schützenkommissar; von 1951 bis 1954 war er Vorsitzender des Heimatvereins Kempten.

## Ehrungen
In der Stadt Kempten (Allgäu) ist die Schraudystraße nach ihm benannt.